# Dag Hammarskjöld
Dag Hjalmar Agne Carl Hammarskjöld (Jönköping, 29 juli 1905 – Ndola, 18 september 1961) was een Zweeds diplomaat. Hij was secretaris-generaal van de Verenigde Naties van 10 april 1953 tot 18 september 1961 toen hij stierf als gevolg van een vliegtuigongeluk tijdens zijn vredesmissie in Congo. Hammarskjöld kreeg in 1961 postuum de Nobelprijs voor de Vrede.

## Biografie
Zijn geboortestreek lag in Centraal-Zuid-Zweden. Hij was de vierde zoon van Hjalmar Hammarskjöld (premier van Zweden tijdens de Eerste Wereldoorlog) en M.C. (Agnes) Almquist.
Hij werd opgevoed in de universiteitsstad Uppsala, waar zijn vader gouverneur van de provincie Uppsala län was.
Op achttienjarige leeftijd deed hij eindexamen en schreef zich in aan de Universiteit van Uppsala. Daar studeerde hij in 1925 met onderscheiding af in de geesteswetenschappen en doctoreerde in taalkunde, literatuur en geschiedenis. Tijdens de volgende drie jaren volgde hij met succes een studie voor een graad als filosofisch licentiaat in de economie. Hij zette zijn studies voor twee jaren voort op dezelfde universiteit en voleindigde zijn kandidatuur rechten in 1930.

### Jonge carrière
Dag Hammarskjöld verhuisde toen naar Stockholm, waar hij secretaris werd van een commissie die zich bezighield met werkloosheid. Dit was van 1930 tot 1934. In dezelfde jaren schreef hij zijn proefschrift, getiteld "Konjunkturspridningen" (De spreiding van de conjunctuur). In 1933 ontving hij de graad van doctor van de Universiteit van Stockholm, waar hij assistent werd van een professor in de politieke economie.
Hoewel hij nooit deel uitmaakte van een politieke partij (hij beschouwde zich als onafhankelijk), diende Dag Hammarskjöld op verschillende Zweedse regeringsposten. Na één jaar gediend te hebben als secretaris in de Nationale Bank van Zweden, kreeg Hammarskjöld op 31-jarige leeftijd de post van permanente ondersecretaris van het ministerie van Financiën. Dit was toen een van de meest veeleisende functies in dienst van de Zweedse regering. Van 1941 tot 1948 werd hij bovendien door de regering benoemd tot voorzitter van de Nationale Bank. Dit was de eerste keer dat één persoon beide ambten combineerde.
In het voorjaar van 1945 werd hij tevens aangewezen als adviseur van het kabinet van Financiën. Daar werkte hij aan de oplossing van de economische problemen die in de naoorlogse periode gecoördineerd moesten worden aangepakt door de verschillende ministeries. Tijdens deze jaren speelde Hammarskjöld een belangrijke rol in de vorming van Zwedens financiële politiek. Hij zorgde voor een aantal handels- en financiële overeenkomsten met andere landen, waaronder de Verenigde Staten en het Verenigd Koninkrijk.
In 1947 werd hij in de rang van ondersecretaris toegevoegd aan het ministerie van Buitenlandse Zaken, waar hij verantwoordelijk was voor al de economische vragen. In 1949 werd hij secretaris-generaal van de vreemdelingendienst en in 1951 voegde hij zich bij het Kabinet als minister zonder portefeuille. In feite werd hij de plaatsvervangende minister voor Buitenlandse Zaken, die belangrijke economische problemen en verschillende plannen voor nauwe, internationale, economische samenwerking behandelde.
Hij was de afgevaardigde voor de Conferentie van Parijs in 1947, die een sleutelmoment was in het oprichten van het Marshallplan. Hij was hoofdafgevaardigde van zijn land voor de Conferentie van Parijs in 1948 voor de Organisatie voor Europese Economische Samenwerking (OEEC). Enkele jaren diende hij als ondervoorzitter van het uitvoerend comité van de OEEC. In 1950 werd hij voorzitter van de Zweedse delegatie voor UNISCAN, opgericht om de economische samenwerking tussen het Verenigd Koninkrijk en de Scandinavische landen te bevorderen. Hij was ook lid van de adviesraad voor het door de regering gesubsidieerde Economisch Onderzoeksinstituut.
Hij was ondervoorzitter van de Zweedse delegatie voor de zesde Algemene Vergadering van de Verenigde Naties in Parijs in 1951 en 1952 en hij fungeerde als voorzitter van de nationale delegatie op de zevende Algemene Vergadering van de Verenigde Naties in New York in 1952 en 1953. Op 20 december 1954 werd hij lid van de Zweedse Academie, de organisatie die de Nobelprijzen voor literatuur uitdeelt. Hij werd verkozen om te zetelen in de Academie, die eerder voorgezeten werd door zijn vader.

### Verenigde Naties, reizen

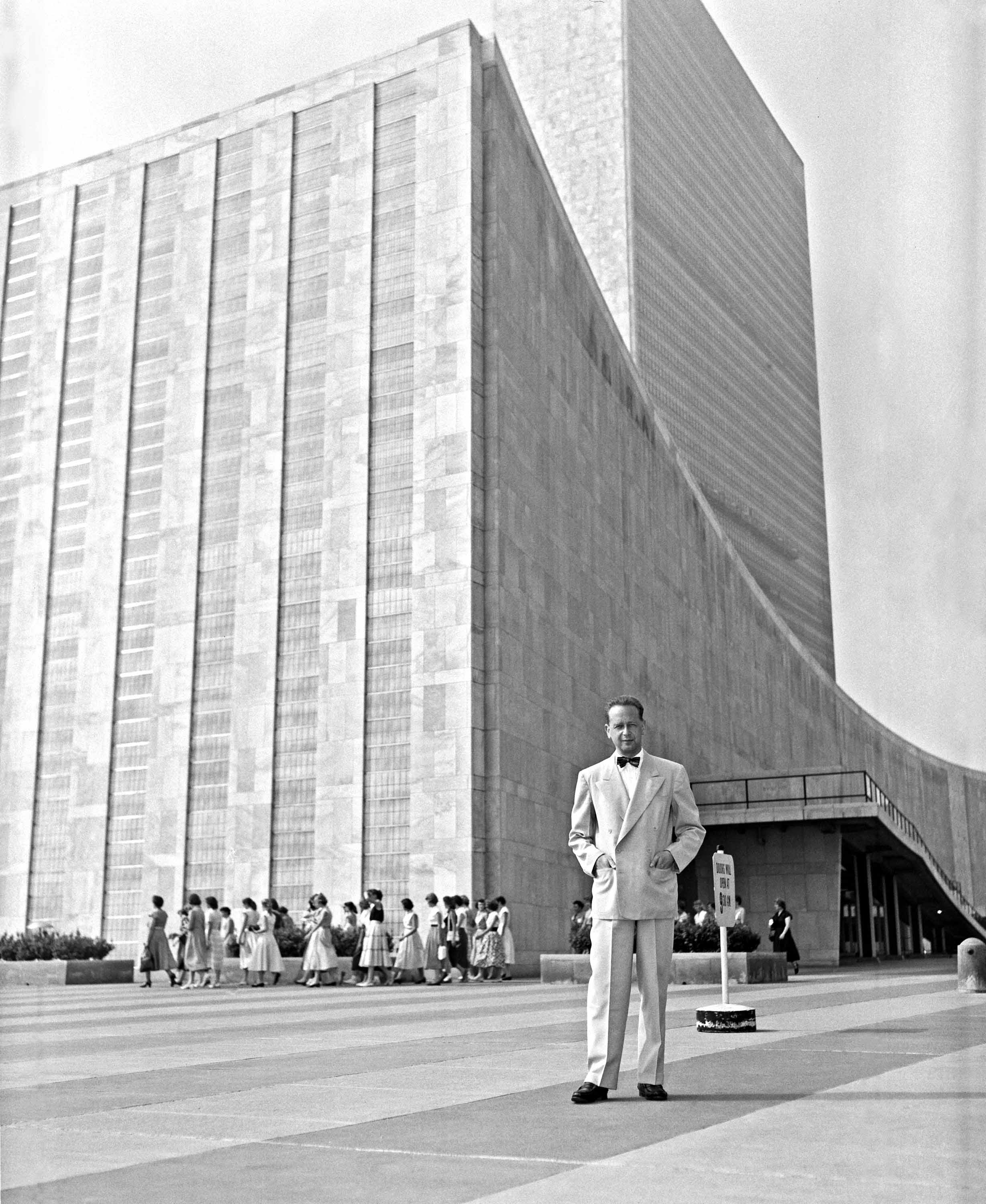
Hammarskjöld bij het Hoofdkwartier van de Verenigde Naties in New York

Hammarskjöld werd benoemd tot secretaris-generaal van de Verenigde Naties door de Algemene Vergadering op 7 april 1953. Later werd hij nogmaals benoemd voor een ambtstermijn van vijf jaren in 1957, meer dan zes maanden voor het beëindigen van zijn eerste ambtstermijn. Tijdens zijn periode als secretaris-generaal droeg Hammarskjöld vele verantwoordelijkheden voor de Verenigde Naties in zijn pogingen om verdere oorlogen te vermijden en de andere opdrachten van het charter te vervullen.
In het Midden-Oosten betekende dit voortdurende diplomatieke onderhandelingen ter ondersteuning van de Aramese Overeenkomst tussen Israël en de andere Arabische staten en vooruitgang te promoten van verdere vooruitgang tot betere en vredigere omstandigheden in de omgeving. Verder was hij verantwoordelijk voor de organisatie van de Verenigde Naties Noodgevallen Dienst (UNEF) en zijn verdere administratie, het vrijmaken van het Suezkanaal in 1957 en ondersteuning voor een vreedzame oplossing van het Suezkanaal incident. Daarnaast heeft hij nog andere verwezenlijkingen op zijn palmares staan, zoals de organisatie en administratie van de Verenigde Naties Observatie Groep in Libanon (UNOGIL) en het opzetten van een bureau van de speciale afgezant van de secretaris-generaal in Jordanië in 1958.
In 1955 werden, als gevolg van zijn bezoek aan Peking (30 december 1954–13 januari 1955), 15 gevangengenomen Amerikaanse piloten, die hadden gediend tijdens het Commando van de Verenigde Naties, vrijgelaten door de Chinese Volksrepubliek. Hammarskjöld reisde ook naar vele landen in Afrika, Azië, Europa, Noord- en Zuid-Amerika en het Midden-Oosten voor enerzijds specifieke taken of om zijn betrokkenheid te tonen aan de leden van het plaatselijke bestuur en problemen in verschillende regio's.
Op een van deze trips (van 18 december 1959 tot 31 januari 1960) bezocht de secretaris-generaal 21 landen en gebieden in Afrika. Deze trip omschreef hij later als "strikt professioneel voor studie, voor informatie" en waar hij "zicht kreeg op de politieke verantwoordelijkheden in het Afrika van vandaag".
Later in 1960, toen president Joseph Kasavubu en eerste minister Patrice Lumumba van de jonge republiek Congo een ernstig verzoek verzonden om "dringende ondersteuning" van Congo door militairen van de Verenigde Naties, belegde de secretaris-generaal een vergadering van de veiligheidsraad op 13 juli en vroeg hij de leden "zo snel mogelijk" te reageren op het verzoek. Er kwamen acties van de veiligheidsraad van de Verenigde Naties in Congo en de secretaris-generaal zelf maakte vier reizen naar Congo om toezicht te houden op de acties van de Verenigde Naties. De eerste twee reizen naar Congo werden gemaakt in juli en augustus 1960. Dan in januari van het volgende jaar stopte de secretaris-generaal onderweg naar Zuid-Afrika op een andere missie in verband met racistische problemen in dat land. De vierde trip naar Congo begon op 12 september en eindigde met een fataal vliegtuigongeval nabij Ndola, Noord-Rhodesië (nu Zambia).
Op andere vlakken was Hammarskjöld verantwoordelijk voor de organisatie in 1955 en 1958 van de eerste en tweede internationale VN-conferentie voor het vreedzame gebruik van kernenergie in Genève en voor het plannen van een VN-conferentie die in 1962 gehouden werd voor het toepassen van technologie ten voordele van de minder ontwikkelde gebieden in de wereld.
Volgens Hammarskjöld was de Organisatie van Verenigde Naties (UNO) nooit bedoeld om van de aarde een paradijs te maken, wél om te voorkomen dat zij zou veranderen in een hel.

### Dood

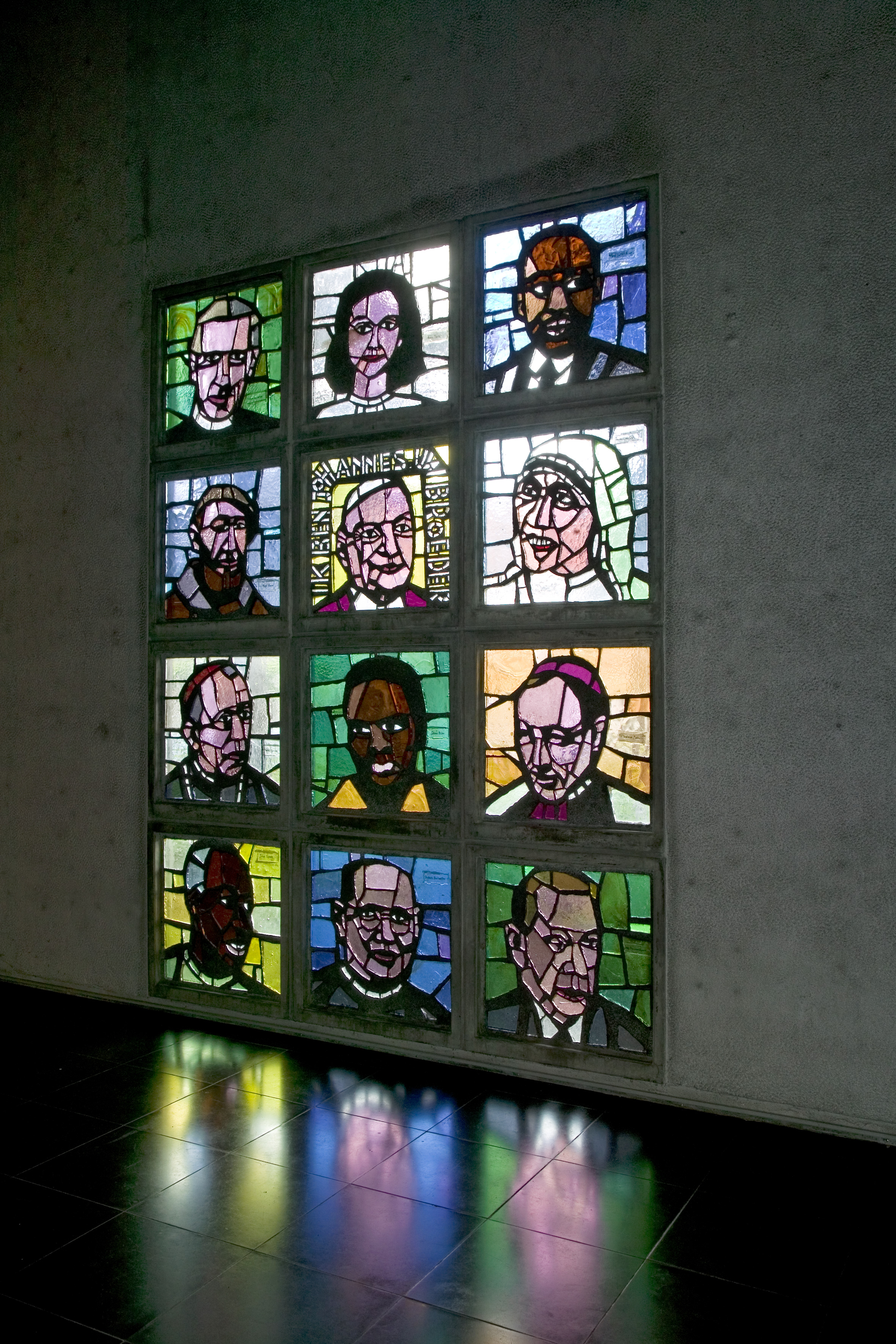
Hammarskjöld (rechtsonder) als moderne heilige in de Sint-Annakerk (Heerlen)

Op 17 september 1961 rond 17 uur was  Hammarskjöld opgestegen van Leopoldstad met de bedoeling om een staakt-het-vuren te onderhandelen met de Katangese president Moïse Tshombé. Deze verbleef toen in Bancroft. Aanleiding waren de gevechten tussen het secessionistische Katanga en de VN-troepen. De ONUC-missie had net Operatie Morthor gelanceerd om de Katangese gendarmes te verzwakken, maar ze kregen te maken met luchtbombardementen vanuit een Fouga Magister en werden teruggedreven.

#### Ongeval of aanslag?
Op enkele kilometers van de bestemming Ndola stortte Hammarskjölds Albertina, een Douglas DC-6, gecharterd bij de Zweedse maatschappij Transair, neer in het oerwoud. Het was kort na middernacht. Geen van de zestien inzittenden overleefde het ongeval. De Amerikaanse lijfwacht Harold Julien zou echter pas zes dagen later aan zijn verwondingen bezwijken en kon nog verklaren dat er zich vóór de crash een ontploffing had voorgedaan.
Onmiddellijk waren er vermoedens dat het om een moordaanslag ging, maar nooit is echt opgehelderd wat de oorzaak van het ongeval was. De Rhodesische koloniale autoriteiten weten het neerstorten aan een fout van de piloot. Het rapport van de VN over de omstandigheden van het ongeval bood geen uitsluitsel.
Onderzoek enkele decennia later door Susan Williams bracht een aantal nieuwe elementen aan het licht. Ze beschreef een getuigenis van Charles Southall, die toen werkte voor een afluisterstation van de Amerikaanse NSA in Cyprus. Hij en zijn mede-officieren onderschepten op 17 september 1961 een communicatie van een piloot boven Ndola die een DC-6 onder vuur nam. In 2013 adviseerde een internationale commissie van vier juristen, die de dood van Hammarskjöld opnieuw onder de loep had genomen, om het onderzoek naar de zaak te heropenen.
In april 2014 onthulde The Guardian verdere bewijzen voor de theorie dat het vliegtuig van Hammarskjöld was neergehaald. De krant baseerde zich op een pas in de openbaarheid geraakt telegram dat dateerde van kort na de feiten. Daarin identificeerde VS-ambassadeur Ed Gullion een zekere "Vak Riesseghel" als verdachte en vroeg hij zijn regering om druk uit te oefenen op de Belgische en Rhodesische autoriteiten om hem aan de grond te houden.
Het ging om Jan van Risseghem, een Belgische huurling die op dat moment commandant was van de Katangese luchtmacht (Avikat). Avikat had reeds het grootste deel van zijn gevechtsklare vliegtuigen verloren, op een Fouga Magister CM-170 na (ingeschreven als KAT 92). Jan van Risseghem was een van de weinige Katangese militairen die capabel was om dit toestel te besturen.
De documenten waarop Gullion zich baseerde en de NSA-archieven van het station in Cyprus zijn tot op heden, januari 2019, niet vrijgegeven. Van Risseghem zelf, die in 2007 is overleden, heeft steeds volgehouden dat hij op de dag van de crash niet in Katanga was. Volgens logboeken was hij toen elders aan het vliegen. Er wordt echter ook aan getwijfeld of deze logboeken correcte informatie geven.
In 2015 werd door de VN een nieuw onderzoek opgestart, onder leiding van Mohamed Chande Othman, een hoge magistraat uit Tanzania. In dat rapport wordt naast Van Risseghem ook melding gemaakt van een Belgische huurling, "Beukels", die het bewuste vliegtuig per ongeluk zou hebben neergeschoten. Het zou de bedoeling geweest zijn om het vliegtuig te dwingen om op de luchthaven van Kamina in Katanga te landen, maar een waarschuwingsschot van Beukels zou de DC-6 geraakt hebben met de fatale gevolgen. Volgens het rapport zou Beukels dit hebben bevestigd aan een Franse diplomaat en zouden er opnames bestaan waarop die diplomaat dit verhaal bevestigt. Noch de Franse noch de Belgische regering kon de onderzoekers meer informatie over deze Beukels verschaffen.
In de documentaire Deadly Mission  (2016) stelden onderzoekers vast dat technisch bewijs voor een aanval van buitenaf of voor het niet goed functioneren van de apparatuur van het vliegtuig ontbrak. Ze concludeerden dat de oorzaak van de crash een combinatie was van vermoeidheid van de piloten (die al 17 uren in touw waren) en het ontbreken van de heuvel op de gebruikte kaart.
In de documentaire Cold Case Hammarskjöld (2019) werd Van Risseghem opnieuw aangewezen als dader. Oud-parachutist Pierre Coppens getuigde daarin dat hij hem had verteld over het neerhalen. Van Risseghem was tijdens de Tweede Wereldoorlog piloot bij de Royal Air Force, daarna verkeersvlieger bij Sabena en trad vervolgens in dienst als piloot en adviseur bij de rebellen van Tshombe. In opdracht van de rebellengroep zou hij het vliegtuig met een gevechtsvliegtuig hebben neergehaald. Twee voormalige piloten betwistten dat dit technisch mogelijk was.
Het onderzoek naar het verongelukken van het vliegtuig is nog niet afgesloten. In 2019 publiceerde Mohammed Chande Othman namens de VN een rapport over zijn onderzoek. Het Verenigd Koninkrijk, Rusland, Zuid-Afrika en de Verenigde Staten houden wellicht nog informatie achter.  Het hernieuwde onderzoek leidde tot kritiek op inlichtingendiensten, zoals op MI 6 in het Verenigd Koninkrijk. Op 24 december 2024 besloot de Algemene Vergadering van de VN om het onderzoek te hernieuwen.

## Onderscheidingen
Dag Hammarskjöld kreeg eredoctoraten van Uppsala College (Zweden), de Universiteit van Oxford (Verenigd Koninkrijk); in de Verenigde Staten van Harvard, Yale, Princeton, Columbia, de Universiteit van Pennsylvania, Amherst, Johns Hopkins, de universiteit van Californië en Ohio University, en in Canada van het Carlton College en van de McGill University. Postuum kreeg hij op 6 oktober 1998 de naar hem genoemde Dag Hammarskjöldmedaille toegekend.

## Merkstenen
In 1963 verscheen van zijn hand Merkstenen (Zweedse titel: Vägmärken), een bundel mystieke, zeer persoonlijke dagboekfragmenten, een soort testament, aforismen en haiku's waar hij van zijn jeugd tot zijn dood aan had gewerkt. Hammarskjöld volgde daarin zijn eigen eenzame, diepe, eigenzinnige sporen langs de psalmen tot Nietzsche, van het evangelie tot Meester Eckhart, Zweedse dichters en Hermann Hesse.

## Wandelpad
In Noord-Zweden, Zweeds-Lapland, ligt het Dag Hammerskjöldpad, dat in 2004 werd geopend. Het is een wandelroute van ongeveer 110 kilometer; onderdeel van een groot wandelpad, het 'Kungsleden' (Koningspad).